# Грегерија
Грегерија (шп. greguería; од речи griego – грчки језик, пренес. неразумљив језик) је кратак, довитљив и оштроуман текст, најчешће састављен од једне реченице, који представља комбинацију изреке (или антиизреке), афоризма и минијатурне песме у прози. У њој се на спонтан, оригиналан и неочекиван начин, игром речи и употребом метафоре, ироније и других стилских фигура, изражавају хумористичне, филозофске и/или поетске мисли и асоцијације које не одговарају логичној стварности. Циљ није да се саопшти нека максима или истина, већ да се из необичног угла опишу ствари и појаве.
Овај књижевни жанр, чији је творац шпански авангардни писац Рамон Гомез де ла Серна, и који је настао око 1910. године, послужио је за обнову снажне и дуготрајне идеје метафоре и песничке слике унутар шпанске књижевне естетике још од барокног концептизма и култеранизма све до авангарде.

## Изворно значење и етимологија
Реч грегерија (шп. greguería) се први пут спомиње у Речнику шпанског језика Шпанске краљевске академије из 1734. године, у значењу „збрка гласова, који се не опажају на јасан и разговетан начин.“ У каснијим издањима речника greguería је изједначена с речју gritería (вика, граја). Настала је спајањем два елемента:
- придева griego, који у дословном смислу означава грчки језик, али се у пренесеном смислу односи на неразумљив језик. Реч је стекла то специфично значење још у XVI веку. Грчки језик је у то доба био неразумљив за велику већину људи у Шпанији, па је израз ’говорити грчки’ (шп. hablar griego) постао синоним за бучан, неразговетан и бесмислен говор.
- суфикса -ería, који означава неку делатност (нпр. cacería – лов) и често има пејоративан призвук (као у речи педантерија).

## Историјат и претече
О разлозима који су га навели да се определи за реч грегегерија, којом би означио нов књижевни жанр који је створио, Рамон Гомез де ла Серна је написао следеће: 
| „ | Када сам изумео жанр, схватио сам да је требало пронаћи реч која не би била мисаона ни превише коришћена, како бих га исправно крстио. Затим сам ставио руку у велики бубањ речи, и помоћу случаја, који је крститељ најбољих открића, извукао лоптицу... Била је то 'грегерија' [...] | ” |

 Ова реч га је привукла не само због њеног значења, већ и због њене ономатопеје: „Застао сам код речи због њене милозвучности и због тајни које крије у свом полном органу.“ Такође је приметио да је „у ранијим речницима означавала гроктање прасића док иду за мајком. Ја сам јој променио значење, претворио сам је у оно што није била.“
У 21. издању Речника шпанског језика Шпанске краљевске академије из 2001. године грегерија је дефинисана као „одсечност, прозна слика која представља личну визију, неочекивану и понекад хумористичну, неког аспекта реалности, коју је засновао и дао јој име писац Рамон Гомез де ла Серна."

Од 1910. године, када су у часопису „Прометеј“ објављене прве грегерије, па све његове смрти 1963, Гомез де ла Серна је написао многобројне књиге у жанру који га је учинио познатим на међународном плану: Грегерије (1917), Цвет грегерија (1933), Све грегерије (1955). До сада је познато да је Гомез де ла Серна написао око 13 хиљада грегерија. У прологу књиге Све грегерије (издање из 1962. године) написао је следеће:
| „ | Од 1910. сам посвећен грегерији, која је рођена оног дана испуњеног скептицизмом и замором када сам узео све састојке из моје лабораторије, бочицу по бочицу, и помешао их, а из њиховог талога је, радикалним прочишћењем и растварањем, настала грегерија. [...] Сусрет с грегеријом ми је донео срећу. Захваљујући грегеријама ја сам живео, предавао, путовао, имао универзалну лозинку. | ” |

У поменутом прологу књиге Све грегерије Гомез де ла Серна је као претече грегерије навео писце од антике до модерног доба, између осталих Лукијана из Самосате, Хорација, Вилијама Шекспира, Лопеа де Вегу, Франсиска де Кеведа, Сен-Пол Ру, Џорџа Сантајану, Жила Ренара. Други аутори спомињу и Мацуа Башоа, Гијома Аполинера, Жана Коктоа, Макса Жакоба.

## Дефиниције и одлике
Иако је Гомез де ла Серна дао мноштво различитих дефиниција овог књижевног жанра, попут оних да је грегерија „оно што бића збркано вичу из свог несвесног, оно што вичу ствари“, „смелост да се дефинише оно што не може да се дефинише, да се ухвати пролазно, да се погоди или не погоди оно што можда није ни у коме или је можда у свакоме“, „цвет свега, оно што остаје, оно што живи, оно што избија између неверице, опорости и зарђалости, оно што свему одолева“, најпознатија је она коју је представио следећом формулом:
```
                                        
хуморизам + метафора = грегерија
```

Као неке од кључних карактеристика или црта авангардног књижевног жанра грегерије могу се навести:
- Сажетост форме. Углавном се састоји од једне реченице.
- Метафоричност. Иако грегерије скоро увек обухватају неку врсту аналошке асоцијације, не изражавају се све у облику метафоре.
- Хумористични поглед на стварност
- Лиризам. Може да произведе праву песму у прози. Поетска слика се може наметнути спонтано (понекад као налет оштроумне мисли, а понекад као нагло откриће сличности између два објекта у виду откровења или епифаније), али њен језички израз је веома осмишљен и дорађен јер мора синтетички да уједини идеју коју жели пренети.
- Неочекиваност. Производи ефекат изненађења који се постиже визуелним повезивањем двеју слика: „Месец је воловско око ноћне лађе”, извртањем логичких веза: „Прашина је пуна старих и заборављених кихања”, слободним асоцирањем повезаних појмова: „Пар јаја које једемо личе на близанце, а нису ни рођаци у трећем колену”, слободним асоцирањем супротстављених појмова: „Најважније је у животу не бити мртав.”
- Фонетска игра речи

- Анимизам. Персонификација путем метафоричне или метонимијске слике.
- Постварење. Одлика авангардне дехуманизације уметности.
- Домишљатост. Црта заснована на рационалности и умешности да се из неповезаних ствари извуку суптилне аналогије.
- Безначајност и озбиљност. Безначајно и жовијално су карактеристике авангардне уметности којима се наглашава лудичка страна уметности. Као контратежа јавља се озбиљност која полази од тривијалних опсервација и поетских слика.
- Тренутност. Тежи да ухвати изненадно и тренутно откровење.
- Конкретност. Ова црта подразумева одговор на оно апстрактно и дереализирајуће у модерном свету.
- Сентиментално дистанцирање
- Наивност и безазленост. Семиотичке константе грегерије и типичне одлике авангардне уметности.
- Ирационалност и апсурдност. Представљају израз херметизма авангардне уметности.
- Парадокс

## Поделе
У стручној литератури посвећеној књижевном жанру грегерије спомињу се четири система класификације који узимају у обзир тематски, семантичко-функционални, дексриптивно-наративни и морфолошки критеријум. Прву поделу предложио је Ричард Л. Џексон (The Gregueria of Ramon Gomez de la Serna, 1963), другу Луис Лопез Молина (Nebulosa y sistema en las greguerias ramonianas, 1981), трећу Мигел Гонзалез-Герц, а четврту Сесар Николас (Ramón y la greguería: morfología de un género nuevo, 1988). Све наведене примере грегерија написао је Рамон Гомез де ла Серна.

### Тематска подела
- Расне и етничке скупине: „Црнци су црни зато што само тако могу да буду у сенци под афричким сунцем”, „Персија је једина земља у којој је пејзаж покривен тепихом.“
- Слова и бројеви: „Слово Т је абецедни чекић“, „6 је број који очекује принову.“
- Жене и деца: „Жена која је заборавила руж узбуни се као да је оставила усне код куће“, „Беба поздравља саму себе пружајући руку својој нози.“
- Месец: „Месец: кинематограф који пушта црно-беле филмове“, „Месечина је небески ауто-пут.“
- Облаци: „Срећом, архитектура облака је у потпуности барокна“, „Постоје облаци којима је на под испала марамица од сенке.“
- Дуга: „Дуга је небески шал“, „Дуга је као реклама за хемијско чишћење.“
- Звезде: „Звезда трепће јер јој се спава“, „Звездама одузимају сјај море и зима.”
- Бог: „Велики рефлектори траже Бога“, „Електрицитет је део нервног система Бога.“
- Сунце: „Сунце је витаминска банка која не ради кад је облачно”, „Сунцокрети су сунчева џепна огледала.“
- Инсекти: „Зрикавци мере пулс ноћи“, „Најмања железница на свету је ларва.“
- Лифтови: „Лифт је падобран који служи и за пењање“, „Лифт: привремени затвор.“
- Пупак: „Пупку недостаје дугме“, „Душек је пун пупака.“
- Кипови: „Мермер уме да чека кип вековима“, „Кип којем се на главу спусти голубица морао би због тога да се осмехне.”
- Пољупци: „Пољубац је глад за бесмртношћу“, „Пољубац је празнина у загради.“
- Дим: „Дим је опсена ватре“, „Дим се пење на небо, а требало би да силази у пакао.“
- Сиреви: „Сир је произвођач ферментисаних снова“, „Најукуснији сиреви су гангрена млека.“
- Лобање, кости и костури: „Лобања је умрли сат“, „Наше стварно и једино власништво су кости.“
- Мостови, реке: „Мост је пун самољубивости од толиког огледања у реци“, „Река верује да је мост замак.“
- Слонови: „Слон је огромни шумски чајник“, „Слоновске уши – јесу ли то животиње или биљке?“
- Мачке: „Мачка мисли да је месец чинија с млеком“, „Мачка се диви човеку само кад убацује још једно дрво у пећ.“
- Мајмуни: „Мајмун је мајмун обучен у човека“, „Мајмун не разуме, али увек покушава да разуме.“
- Лабудови: „Из снега који пада у језера рађају се лабудови“, „Лабуд је слово S којим почиње песма језерцета.“
- Кишобрани: „Кишобран који се отворен суши на поду личи на ожалошћену корњачу“, „Отварање кишобрана је као пуцање на кишу.“
- Аутомобили, бицикли, мотоцикли: „Фар аутомобила који нас осветљава претвара нас у филм“, „Бициклиста је вампир брзине.“
- Борбе с биковима: „Шпанац је тореадор своје душе“, „Када матадор намерава да убије бика, намешта се као фотограф који ће овековечити смрт.“
- Живот и смрт: „Живот је одслушати концерт и отићи са овог света“, „Досађивати се значи пољубити смрт.”
- Сатови: „Сат не постоји у часовима среће“, „Онај тип је имао тик, али му је недостајао так: зато није био сат.”

### Семантичко-функционална подела
- Дискурзивне грегерије. Настале су као резултат вежбања рефлексивне способности. У њима се износе тврдње о природи и смислу стварности, а посебно се издвајају оне у којима се дају вредносни судови о човеку и његовом положају у свету: „Живот је или досада или перверзија“, „Не губимо наду да се надамо: надање продужује време“, „Писац жели да пише своју лаж, а пише своју истину.“
- Асоцијативне грегерије. Настале су ширењем веза између ствари и појмова или поређењем и изједначавањем елемената стварности који не само да се разликују, већ су међусобно удаљени и чак супротстављени. У њима је представљен свет у којем је све могуће, у којем доминира „братство ствари“ и у којем су владајући механизми логике парализовани, а где се као главни принцип истиче слободно асоцирање: „Пропелер је детелина брзине“, „Сат се брије, али оставља бркове“, „Жирафа је коњ који се издужио због радозналости.“
- Вербалне грегерије. Настале су као резултат унутрашње динамике језика. Оне су засноване на конотацији, односно на свему ономе што једна реч може мање-више јасно или непрецизно да дефинише, евоцира или сугерише: „Идиосинкразија је болест без специјалисте“, „Свака реч има нејестиву кост: етимологију“, „Пикник: птица на екскурзији.“

### Дескриптивно-наративна подела
- Дескриптивне грегерије
  - А је (као) Б: „Латица је пољубац“, „Зевови су слова О која беже.“
  - А (опште) делује на Б (опште): „Класје голица ветар“, „Снег снабдева пејзаж хартијом.“
  - Б (опште) делује на А (опште): „Мачак присуствује кружоку као да га разговор успављује“, „У памуку расте бела брада земаљског искуства.“
- Наративне грегерије
  - А (посебно) делује на Б (посебно или опште): „Била је тако величанствена и моћна, да је давала да јој снове праве по њеном укусу и мери.“
  - А (опште) је (као) или делује на Б (у одређеном тренутку): „Мачка се диви човеку само кад убацује још једно дрво у пећ.“
  - А је (као) или делује на Б (под посебним условима): „Ако у кревету има једна мрва, сан ће бити пут узбрдица и оштрог камења.“

### Морфолошка подела
- А је Б: „Комета је звезда којој се распала пунђа.“
- А је као Б: „Библиоман је својеврсни књишки клептоман.“
- Слика садржана у вербалној синтагми: „Од пирамида пустиња постаје грбава.“
- Поређења: „Она жена ме је погледала као да сам слободан такси.“
- Вербалне морфеме: „Врт пуши лулу опалим лишћем.“
- Морфолошке константе
- Последичне грегерије: „Био је тако моралан да је прогонио копулативне везнике.“
- Условне грегерије: „Кад би недеља пала у понедељак, живот би изгубио главу.“
- Упитне грегерије: „А шта ако нисмо у праву? Шта ако је земља месец, а месец земља?“
- Грегерије у форми дијалога: „– Има ли риба да сунцу? – Има, али печених.“
- Грегерије засноване на анафори: „Очи беле мачке су очи црне мачке.“